# Pužarice
Pužarice (lat. Liparidae), porodica riba iz reda Scorpaeniformes. Žive u morima na velikim dubinama. Izgledom podsjećaju na punoglavce. Hrane se mnogočetinašima i manjim rakovima. 

## Opis
Pužearice se često svrstavaju uz kvrgave priljepnjake u obitelj Cyclopteridae, ali ponekad se odvajaju kao zasebna porodica, Liparidae (red Scorpaeniformes). Pužarice su male, narastu do maksimalne duljine od oko 30 centimetara (12 inča). To su duguljaste, mekane ribe u obliku punoglavca s labavom kožom bez ljuski, iako ponekad bodljikavom. Na leđima se nalazi dugačka leđna peraja i obično disk ispod glave,  formiran od zdjeličnih peraja i služi za pričvršćivanje na dno.
Ove ribe žive u hladnoj vodi — u sjevernom Atlantiku i sjevernom Pacifiku te u arktičkim i antarktičkim morima. Neki, poput “morskog puža” (Liparis liparis) sjevernog Atlantika, žive u obalnim vodama; drugi, kao što su ružičaste vrste roda Careproctus, nastanjuju duboko more.

## Rodovi
1. Acantholiparis Gilbert & Burke, 1912
2. Aetheliparis Stein, 2012
3. Allocareproctus Pitruk & Fedorov, 1993
4. Careproctus Krøyer, 1862
5. Crystallias Jordan & Snyder, 1902
6. Crystallichthys Jordan & Gilbert, 1898
7. Eknomoliparis Stein, Meléndez & Kong, 1991
8. Elassodiscus Gilbert & Burke, 1912
9. Eutelichthys Tortonese, 1959
10. Genioliparis Andriashev & Neyelov, 1976
11. Gyrinichthys Gilbert, 1896
12. Liparis Scopoli, 1777
13. Lipariscus Gilbert, 1915
14. Lopholiparis Orr, 2004
15. Nectoliparis Gilbert & Burke, 1912
16. Notoliparis Andriashev, 1975
17. Osteodiscus Stein, 1978
18. Palmoliparis Balushkin, 1996
19. Paraliparis Collett, 1879
20. Polypera Burke, 1912
21. Praematoliparis Andriashev, 2003
22. Prognatholiparis Orr & Busby, 2001
23. Psednos Barnard, 1927
24. Pseudoliparis Andriashev, 1955
25. Pseudonotoliparis Pitruk, 1991
26. Rhinoliparis Gilbert, 1896
27. Rhodichthys Collett, 1879
28. Squaloliparis Pitruk & Fedorov, 1993
29. Temnocora Burke, 1930
30. Volodichthys Balushkin, 2012

- Temnocora candida
- Rhodichthys regina
- Paraliparis copei
- Nectoliparis pelagicus
- Liparis greeni
- Elassodiscus tremebundus
- Crystallichthys cyclospilus
- Crystallichthys cyclospilus
- Crystallichthys cyclospilus
- Careproctus mollis
- Acantholiparis opercularis
- Careproctus attenuatus